# Issamoulenc
Issamoulenc ist eine französische Gemeinde mit 105 Einwohnern (Stand: 1. Januar 2022) im Département Ardèche in der Region Auvergne-Rhône-Alpes. Sie gehört zum Arrondissement Tournon-sur-Rhône, zum Kanton Haut-Eyrieux und ist Mitglied im Gemeindeverband Communauté de communes Val Eyrieux.

## Geographie
Die Gemeinde liegt rund zehn Kilometer nordwestlich von Privas im Regionalen Naturpark Monts d’Ardèche. Nachbargemeinden sind:
- Saint-Pierreville im Norden,
- Saint-Étienne-de-Serre im Nordosten,
- Ajoux im Südosten,
- Saint-Julien-du-Gua im Süden
- Marcols-les-Eaux im Westen und
- Albon-d’Ardèche im Nordwesten.

Issamoulenc besteht aus vielen einzelnen Weilern, u. a. auch dem namensgebenden Weiler Issamoulenc selbst, der nur aus einem Bauernhof und einer Kirche besteht.

## Bevölkerungsentwicklung
| Jahr                       | 1968 | 1975 | 1982 | 1990 | 1999 | 2006 | 2016 |
| Einwohner                  | 218  | 162  | 142  | 112  | 96   | 105  | 94   |
| Quellen: Cassini und INSEE |      |      |      |      |      |      |      |

## Wirtschaft
Wichtigster Wirtschaftsfaktor ist seit Jahrhunderten die Landwirtschaft, insbesondere die Schafzucht und die Ernte und Weiterverarbeitung regionaler Früchte, wie Waldbeeren und Maronen.